# 岩村秀
岩村秀（日语：／ Iwamura Hiizu ?，1934年—），日本化學家，專長有機化學。紫綬褒章、瑞寶中綬章表彰。
岩村教授是有機磁性材料、分子機械研究的先驅，現任分子科學研究所名譽教授、東京大學名譽教授、日本大學大學院教授。

## 生平
1934年，岩村秀誕生於日本宮崎縣。東京大學理學部畢業。理學博士（東京大學）。
- 1962年 東京大學理學部助手　 同年3月　東京大學　理學博士 論文題目「羥基與π電子的分子內相互作用之研究」[1]。
- 1966年 東京大學理學部講師
- 1970年 東京大學理學部助教授
- 1977年 分子科學研究所教授
- 1987年 東京大學理學部教授
- 1994年 九州大學有機化學基礎教育中心教授
- 1998年 大學評價・學位授予機構教授
- 2000年 放送大學教養學部教授
- 2005年 日本大學大學院綜合科學研究科教授

## 貢獻
證明有機化合物可作為鐵磁材料

## 榮譽
- 1992年 - 日本化學會獎
- 1996年 - 紫綬褒章
- 1998年 - 藤原獎
- 2001年 - 波蘭化學會居禮夫人獎
- 2003年 - 日本學士院獎
- 2010年 - 瑞寶中綬章

## 外部連結
- 日本大学大学院総合科学研究科 環境科学専攻 岩村秀